# فرانسیس کرنن
فرانسیس کرنن (به انگلیسی: Francis Kernan) سناتور سابق عضو حزب دموکرات ایالات متحده آمریکا بود. وی در سال ۱۸۷۵ تا ۱۸۸۱ میلادی سناتور ایالت نیویورک در سنای ایالات متحده آمریکا بود.